# Praça do Comércio
Praça do Comércio (v českém překladu Obchodní náměstí), známé také jako Terreiro do Paço (česky Palácové náměstí), je jedno z největších a nejkrásnějších náměstí v centru Lisabonu. Náměstí je ohraničeno třemi stejnými bloky budov se třemi patry a z jižní strany širokou řekou Tejo. V přízemí se nacházejí arkády až do výšky prvého patra, druhé patro je osazeno balkony se železným zábradlím.
Středu náměstí vévodí jezdecká socha krále Josefa I., od předního portugalského sochaře Machada de Castro, který sochu dokončil až v roce 1775. Bronzová socha koně zašlapávajícího hady s králem v sedle vedla projíždějící anglické obchodníky a cestovatele k označení tohoto místa jako „náměstí Černého koně“.
Při pohledu na jezdeckou sochu nelze v pozadí přehlédnout Arco da Victória, monumentální oblouk tvořící přechod mezi Rua Augusta, hlavní tepnou protínající centrum města, a samotným náměstím, kde je citlivě začleněn do samotné zástavby.
Struktura celého náměstí byla provedena v souladu s návrhem architekta Eugenia dos Santos, ale délka prací způsobila, že poslední práce byly dokončeny až v druhé polovině 19. století podle projektu architekta Veríssimo José da Costa, a to v roce 1861 po začlenění skupiny plastik od autorů Antoine Calmels a Vitora Bastos.

## Historie vzniku náměstí
Po ničivém zemětřesení, které Lisabon postihlo roku 1755, Praça do Comércio nahradilo prostor po zničeném Palácio da Ribeira a náměstí, na němž stál. Portugalský král Manuel I. rozhodl roku 1511, že nové sídlo portugalského království bude v paláci u řeky Tejo, a nikoliv jako doposud na hradě svatého Jiří. Palác sloužil společně s celní správou (Alfândega), tzv. Indickým domem (Casa da Índia), mincovnou (Casa da Moeda), zbrojnicí (Arsenal) a budovou operního divadla (Teatro da Ópera do Tejo), které bylo otevřeno jen pár měsíců před tím, než živelní pohroma postihla portugalské královské město.
Bezprostředně po zemětřesení Sebastião José de Carvalho e Melo, toho času ministr D. José, známý později pod jménem markýz Pombal, převzal záštitu nad provedením nezbytných legislativních opatření, která měla za úkol překonat sociální a hospodářské problémy související s následným rozvojem města po zemětřesení. V roce 1756 byl vytvořen Casa do Risco das Obras Públicas, tým vojenských inženýrů vedených Manuelem de Maia; nejvýznamnějšími představiteli byli Eugénio dos Santos de Carvalho a Carlos Mardel.
Výše zmíněný tým inženýrů připravil plán, který ve třech částech rozváděl různé možnosti rekonstrukce prostoru mezi náměstím Rossio a Paço da Ribeira. Ministrem zvolené řešení odevzdané králi bylo nejradikálnějším ze všech předložených, navrhovalo zbourat všechny části čtvrti Baixa, která byla poničena či zničena, a na jejich místě postavit čtvrť zcela novou, kde bude panovat soulad mezi šířkou ulic a šířkou a výškou jednotlivých budov.
Konečný plán podle návrhu Eugenia dos Santos dal základ naprosto novému městu, spolu s geometricky vyváženou urbanistickou sítí, kde osm ulic ve směru sever-jih propojilo náměstí Rossio se zničeným Národním palácem, a kolmo je přetínalo devět ulic uspořádány ve směru západ-východ. Na místě bývalého paláce bylo projektováno nové náměstí ve stylu francouzského „place royale“, s orientací přímo na řeku Tejo a dokonalým geometrickým uspořádáním.
První zmínka o Praça do Comércio se nachází v povolení z června 1759, jakožto odkaz na plánovanou akci tzv. výměny obchodu, spojenou s výstavbou budov, kde se budou střetávat obchodníci a kapitál z celého světa. Nové náměstí se stalo prostorem pro trh a obchody nové buržoazie chráněné markýzem de Pombal; dle jeho slov se podařilo vytvořit „oficiální nové centrum hlavního města a vlády celé země“.